# Tuniška košarkaška reprezentacija
Tuniška košarkaška reprezentacija predstavlja državu Tunis u međunarodnoj muškoj košarci.

## Ishodi

### Olimpijske igre
- 2012.: 11. mjesto

### Svjetska prvenstva
- 2010.: 21. mjesto
- 2019.: 20. mjesto

### Afrička prvenstva
- 1964.: 4. mjesto
- 1965.:  srebro
- 1970.:  bronca
- 1972.: 5. mjesto
- 1974.:  bronca
- 1975.: 5. mjesto
- 1981.: 6. mjesto
- 1985.: 8. mjesto
- 1987.: 5. mjesto
- 1989.: 8. mjesto
- 1992.: 7. mjesto
- 1993.: 8. mjesto
- 1999. 5. mjesto
- 2001.: 4. mjesto
- 2003. 6. mjesto
- 2005.: 8. mjesto
- 2007.: 6. mjesto
- 2009.:  bronca
- 2011.:  zlato
- 2013.: 9. mjesto
- 2015.:  bronca
- 2017.:  zlato
- 2021.:  zlato

## Sastav (OI 2012.)
| Ime i prezime       | Klub            |
| ------------------- | --------------- |
| Omar Abada          | ES Rades        |
| Makrem Ben Romdhane | ÉS Sahel        |
| Lasad Čuaja         | Club Africain   |
| Murad El Mabruk     | ES Rades        |
| Moktar Gijaza       | ES Rades        |
| Muhamed Hdidane     | Stade Nabeulien |
| Marouan Kečrid      | US Monastir     |
| Marouan Lahnej      | JS Kairouan     |
| Amine Mahrebi       | ES Rades        |
| Salah Mejri         | ÉS Sahel        |
| Sofian M'Rad        | ALBA Berlin     |
| Amine Rzig          | ÉS Sahel        |
| Radhuane Slimane    | Al Nasr Dubai   |
| Zied Toumi          | ÉS Sahel        |
| Adel Tlatli         |                 |